# Імажинізм

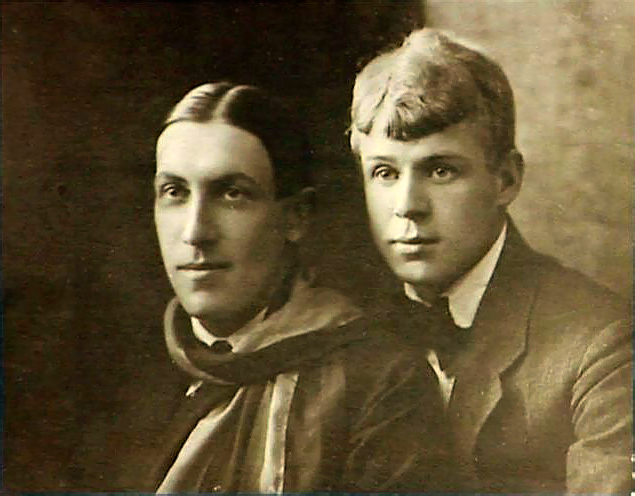
Імажиністи Марієнгоф та Єсенін

Імажинізм — літературна течія, що з'явилася в радянській Росії в перші роки після Жовтневої революції.
Імажиністи проголосили художній образ як самоціль поезії, затверджували примат самоцільного образу і формотворчості над сенсом, ідеєю; висловлювали переважно богемні настрої.

## Етимологія
Назва цієї школи сходить до імажизму — модерністської течії в англійській поезії 1910-х — початку 1920-х. Імажиністи, щоправда, повністю відкидали вплив англомовних імажистів.
Про імажизм в Росії дізналися зі статті Зінаїди Венгерової «Англійські футуристи» (сб. «Стрелец». Пг., 1915 (рос.)): «Ми не футуристи, — писав Езра Паунд, — в поезії ми „імажисти“. Наше завдання зосередитися на образах, що складають первісну стихію поезії…». Однак російських імажиністів не можна назвати спадкоємцями імажістів. Представники імажинізму ніколи не називали англійських поетів своїми попередниками. Теоретична програма імажіністів багато в чому перегукувалася з вмістом декларацій кубофутуристів, — незважаючи на взаємне заперечення цими групами один одного.

## Утворення імажинізму
В 1919 році видається перша «Декларація імажиністів», яку підписали поети Сергій Єсенін, Рюрік Івнєв, Анатолій Марієнгоф, Вадим Шершеневич та художники Борис Ердман і Георгій Якулов. Пізніше до імажиністського руху приєдналися Іван Грузинов, Олександр Кусиков (Кусікян), Микола Ердман (брат художника Бориса Ердмана), Матвій Ройзман. Виник «Орден імажиністів».
З 1920 року починають друкуватися колективні збірки під загальною назвою «Імажиністи», а в 1922—1924 роках російські митці видають свій журнал («Гостиница для путешествующих в прекрасном»).

## Критика футуризму
Імажиністи розпочали свою діяльність із нещадних атак на різноманітні літературні напрями й течії. Найпершим же об'єктом їхніх нападок став футуризм (слід зазначити, що імажиністи Вадим Шершеневич та Рюрік Івнєв у минулому й самі належали до футуристів). «Декларація імажиністів» починається з констатації смерті футуризму: 
| Скончался младенец, горластый парень — десяти лет от роду (родился 1909 — умер 1919). Издох футуризм. Давайте грянем дружнее: футуризму и футурью смерть. | За словами імажиністів, футуризм говорив про форму, а думав лише про зміст. Поети-імажиністи проголошують необхідність «звільнити слово з тюрми змісту», «чистку» форми від «пилу змісту». Єдиним законом мистецтва вони вважають «виявлення життя через образ та ритміку образів». «Музика — композиторам, ідеї — філософам, політичні питання — економістам, а поетам — образи й тільки образи», — проголошується в імажиністській декларації.

## Програмні принципи
Програмні принципи імажинізму розробляв теоретик та ідейний лідер школи Вадим Шершеневич. У своїй брошурі «2x2 = 5» він проголошує образ як такий, поза зв'язком з іншими образами. «Вірш не організм, а натовп образів, з нього без пошкодження може бути вийнятий один образ або вставлено ще десять…». В. Шершеневич певен, що вірші імажиністів з однаковим успіхом можуть читатися з кінця до початку (так само, як картини імажиністів Ердмана та Якулова можуть висіти догори ногами). Він вважає, що «слово догори ногами» є найприроднішим станом слова, з якого має народитися образ. Звідси — вимога «ламати граматику»: імажиністи «виганяють» дієслово, виступають проти вживання прийменників, прагнуть до «максимуму неочікуваності й новизни» в комбінаціях з коренями слів.
У своїй віршовій практиці поети-імажиністи синтезують високе і низьке, ліричне і комічне, «чисте і нечисте». Це, за висловом Анатолія Марієнгофа, покликане служити «головній меті поета» — «викликати в читача максимум внутрішнього напруження». І вирішує цю проблему знову-таки образ. «Якомога глибше всадити в долоні читацького сприйняття колючку образу, — проголошує А. Марієнгоф. — Подібні схрещування чистого з нечистим служать засобом загострення тих колючок, якими належною мірою їжачаться твори сучасної імажиністської поезії».
Російські імажиністи, як і англійські та американські імажисти, розробляли нові форми вільного вірша, нові рими, експериментували в галузі поетичної мови. Самостійним внеском імажиністів у літературу був, на думку Валерія Брюсова, їхній принцип необхідності для поета «організувати» лад образів. Адже поети-імажиністи звернули увагу на «єдність образів в одному творі». Вони керувалися принципом, зазначає Валерій Брюсов, «що всі образи повинні бути підкореними основному стилю вірша». «Ми знайшли спосіб оживити мертві слова, вміщуючи їх в яскраві поетичні образи», — стверджував найталановитіший з представників імажиністської школи Сергій Єсенін.

## Саморозпуск
31 серпня 1924 року Єсенін і Грузинов надрукували відкритий лист в газеті «Правда», де заявляли, що розпускають групу, попри те, що це була їхня особиста ініціатива, не узгоджена з іншими членами групи. Дійсно, з середини 1920-х течія поступово слабшає. З 1924 до саморозпуску в 1927 існувало самостійне «Товариство імажиністів» під головуванням Івнєва.

## Імажинізм в Україні
Імажинізм, який не мав організаційного оформлення в Україні, вплинув на розвиток української поезії 20— 30-х років XX століття. Так, принципи імажинізму позначилися на ліриці Володимира Сосюри (збірки «Сьогодні», «Золоті шуліки») та Богдана-Ігоря Антонича (збірка «Перстені молодості»).